# Z氏の悪い趣味
『Z氏の悪い趣味』（ゼットしのわるいくせ）は、財津和夫の通算1枚目のセルフカバー・アルバム。1987年12月21日発売。

## 解説
財津にとってはキャリアを通じて初のセルフカバーアルバムで、シンセサイザーを用いたデジタルな要素の強い音で過去の自身の楽曲を表現し直している。
9曲中3曲に女声ボーカルが入っており、事前のプロモーションではある女性歌手の参加を匂わせる文章を載せた媒体もあったが、実際にはrumi kobayashiというクレジットがされている。
ジャケットデザインは、表面が女性を傍らに小さな穴から覗きをしている財津の写真で、裏面はぬいぐるみに話しかける財津の写真だった。発売当初のLP盤にはジャケットの両面に小さな穴が開けられており、表面の財津が覗いている穴が裏面につながっている様になっていた。

## 収録曲
全編曲：京田誠一　

### SIDE A
1. 白いパラソル
  - 作詞：松本隆　英詞：マイケル・デュアー
  - 作曲：財津和夫　
  - Guest Vocal：rumi kobayashi
  - 歌詞は全て英語に置き換えられている。
2. ラブ・ストーリーを君に
  - 作詞／作曲：財津和夫　
  - アルバム中唯一の新曲。
  - 同名映画の主題歌として制作された曲で、翌1988年1月1日にシングルカットされた。
3. サボテンの花
  - 作詞／作曲：財津和夫
4. ふたつの鍵
  - 作詞／作曲：財津和夫
5. 今だから
  - 作詞／作曲：松任谷由実・小田和正・財津和夫　
  - Guest Vocal：rumi kobayashi

### SIDE B
1. LOVE SONG
  - 作詞：松本隆　作曲：財津和夫
2. 心の糸
  - 作詞／作曲：財津和夫
3. 青春の影
  - 作詞／作曲：財津和夫
4. 水色の朝　～エピローグ
  - 作詞：松本隆／作曲：財津和夫　
  - Guest Vocal：rumi kobayashi
  - 曲の長さは4分50秒とクレジットされているが、それ以上の長い時間、水の音がエピローグ的に収録されている。